# Jeff Imada
Jeff Imada (né le 17 juin 1955) est un artiste martial, cascadeur et acteur américain, ayant réalisé des cascades dans plus de 100 films et séries télévisées et qui est l'auteur de l'un des premiers livres publiés aux États-Unis sur le balisong. Il est formé au Jeet kune do, au Kali Arnis Eskrima, au taekwondo, au tangsudo, au karaté, au kung-fu Shaolin, au kendo, au Systema et à la boxe.

## Biographie
Né à Inglewood en Californie, Imada commence à étudier les arts martiaux à l'âge de quinze ans. Au El Camino College (en) et à l'université de Californie à Los Angeles, il se spécialise en préparatoire de médecine (en) et en musique en tant que pianiste de formation classique. Pendant ses études universitaires, il commence à travailler comme figurant au cinéma, ce qui l'amène à devenir membre de la Screen Actors Guild, de la Stunts Unlimited et de la Directors Guild of America. Il est conseiller technique (en) sur de nombreux films tels que Sacré Sale Gosse (1991), Tango et Cash (1989), Jumpin' Jack Flash (1986), Dreamscape (1984) et Les Rues de feu (1984), ainsi que sur des séries télévisées telles que Magnum (1980), Les Enquêtes de Remington Steele (1982), Dynastie (1981), Matt Houston (1982), Supercopter (1984), Stingray (1986), Pour l'amour du risque (1979) et Jake Cutter (1982).
Il était un ami proche de Brandon Lee avec qui il a étudié le Jeet kune do sous la tutelle de Dan Inosanto, et est le principal chorégraphe des scènes de combat de son dernier film, The Crow.
Imada est l'auteur de deux livres sur l'histoire et l'utilisation du balisong et en a conçu un type particulier connu sous le nom de « Imada High Hollow » pour Pacific Cutlery qui a été forgé par le coutelier Jody Samson (en),. The Balisong Manual est l'un des premiers livres publiés aux États-Unis sur ce couteau inhabituel.
Jeff Imada a récemment attiré l'attention en étant le coordinateur en chef des scènes de combats dans les films d'action de Matt Damon, La Mort dans la peau et La Vengeance dans la peau, ainsi qu'en participant en tant qu'artiste de capture de mouvement pour le jeu La Mémoire dans la peau.
En 2015, Imada se voit décerner le Visionary Award par la East West Players (en) pour avoir accru « la visibilité de la communauté Asie-Pacifique-Américaine à travers [son] métier ». Il s'implique dans la East West Players « de temps en temps » pendant de nombreuses années en raison de son lien personnel avec l'acteur Mako, l'un des fondateurs de la compagnie de théâtre.

## Filmographie
- Fast and Furious 7 (2015) (chorégraphe des scènes de combat).
- Twilight, chapitre V : Révélation, 2e partie (2012) (coordinateur des combats/cascades)[9].
- The Green Hornet (2011) (coordinateur des combats/cascades)[10].
- Hanna (2011) (coordinateur des combats/cascades)[11].
- Twilight, chapitre IV : Révélation, 1re partie (2011) (coordinateur des combats/cascades)[9].
- Repo Men (2010) (chorégraphe des scènes de combat).
- Le Livre d'Eli (2010) (coordinateur des cascade)[12].
- Twilight, chapitre III : Hésitation (2010) (coordinateur des combats/cascades)[9].
- Twilight, chapitre II : Tentation (2009) (coordinateur des combats/cascades)[9].
- Twilight, chapitre I : Fascination (2008) (coordinateur des combats/cascades)[9].
- Mask of the Ninja (2008) (cascades).
- Les Grands Frères (2008) (coordinateur des cascades)[13].
- Balles de feu (2007) (cascades)[14].
- La Vengeance dans la peau (2007) (coordinateur des combats/cascades)[6]..
- Planète Terreur (2007) (cascades)[15].
- Killer Hacker (2007) (coordinateur des combats/cascades)[16].
- Park (2006) (coordinateur des cascades)[17].
- Terreur sur la ligne (2006) (coordinateur des cascades)[18].
- In Her Shoes (2005) (coordinateur des cascades)[19].
- Serenity (2005) (cascades)[20].
- Mr. & Mrs. Smith (2005) (cascades)[21].
- The Hard Easy (2005) (cascades)[22].
- Collatéral (2004) (cascades) (non crédité)
- La Mort dans la peau (2004) (coordinateur des combats/cascades)[6].
- Ladykillers (2004) (cascades)[23].
- Spartan (2004) (stunt coordinator)[24].
- Deux en un (2003) (cascades)[25].
- Daredevil (2003) (coordinateur des cascades)[1].
- 8 Mile (2002) (coordinateur des cascades)[26].
- Au service de Sara (2002) (coordinateur des cascades)[27].
- La Machine à explorer le temps (2002) (coordinateur des cascades)[28].
- Rock Star (2001) (cascades)[29].
- Ghosts of Mars (2001) (coordinateur des cascades)[30].
- Explosion imminente (2001) (cascades)[31].
- Little Nicky (2000) (coordinateur des cascades)[32].
- Coup de foudre pour toujours (2000) (coordinateur des cascades)[33].
- Sale Môme (2000) (cascades)[34].
- 60 secondes chrono (2000) (cascades)[35].
- Wonder Boys (2000) (coordinateur des cascades)[36].
- Raccroche ! (2000) (cascades)[37].
- La Ligne verte (1999) (coordinateur des cascades)[38].
- Fight Club (1999) (coordinateur des cascades)[1].
- La Tête dans le carton à chapeaux (1999) (coordinateur des cascades)[39].
- Ennemi d'État (1998) (cascadeur)[40].
- Rush Hour (1998) (cascades)[41].
- Blade (1998) (coordinateur des cascades)[42].
- Négociateur (1998) (cascades)[43].
- L'Arme fatale 4 (1998) (cascades)[44].
- Armageddon (1998/I) (cascades)[45].
- Vampires (1998) (coordinateur des cascades)[46].
- U.S. Marshals (1998) (cascades)[47].
- Un tueur pour cible (1998) (cascades)[48].
- Wanted : Recherché mort ou vif (1997) (cascades)[49].
- Rien à perdre (1997) (cascades)[50].
- L.A. Confidential (1997) (coordinateur des cascades)[1].
- Volcano (1997) (cascades)[51].
- Spy Game : Jeu d'espions (1997) (coordinateur des cascades)[52].
- Le Pic de Dante (1997) (coordinateur des cascades : deuxième équipe)[53].
- Le Ninja de Beverly Hills (1997) (cascades)[54].
- Marshal Law (1996) (cascades)[55].
- L'Ombre blanche (1996) (stunts)[55].
- Los Angeles 2013 (1996) as 'Mojo' Dellasandro (coordinateur des cascades)[1].
- Agent zéro zéro (1996) (stunts)[55].
- Une nuit en enfer (1996) (cascades) (sous le nom de Jeffrey Imada)[55].
- Heat (1995) (cascades)[55].
- Money Train (1995) (cascades)[55].
- Jade (1995) (cascades)[55].
- Une femme à abattre (1995) (cascades : Los Angeles)[55].
- The Last Word (1995) (cascades)[55].
- Waterworld (1995) (cascades)[55].
- Sauvez Willy 2 (1995) (coordinateur des cascades)[55].
- Mortal Kombat (1995) (doublure cascades dans le feu : Scorpion)[55].
- Le Village des damnés (1995) (coordinateur des cascades) (stunts)[55].
- L'Antre de la folie (1995) (coordinateur des cascades) (cascades)[55].
- Guerrier d'élite (1995) (cascades)[55].
- Double Dragon (1994) (coordinateur des cascades)[55].
- Les Maîtres du monde (1994) (cascades)[55].
- The Crow (1994) (coordinateur des cascades)[1].
- Y a-t-il un flic pour sauver Hollywood ? (1994) (cascades)
- Vanishing Son (1994) (TV) (cascades)
- Terrain miné (1994) (cascades)[55].
- The Criminal Mind (1993) (cascades)[55].
- Showdown (1993/I) (coordinateur des cascades)
- Even Cowgirls Get the Blues (1993) (cascades) (sous le nom de Jeffrey Imada)[55].
- Pas de vacances pour les Blues (1993) (cascades) (sous le nom de Jeffrey Imada)[55].
- Petits Cauchemars avant la nuit (1993) (TV) (coordinateur des cascades)[55].
- Soleil levant (1993) (coordinateur des cascades)[55].
- Hot Shots! 2 (1993) (cascades)[55].
- Excessive Force (1993) (cascades)[55].
- Robot Wars (1993) (cascades)
- Chute libre (1993) (cascades)[55].
- Rapid Fire (1992) (coordinateur des cascades)[1].
- Raven (1992) TV series (coordinateur des cascades)[55].
- Jeux de guerre (1992) (cascades)[55].
- Les Aventures d'un homme invisible (1992) (coordinateur des cascades)[56].
- Kuffs (1992) (cascades)[55].
- Star Trek 6 : Terre inconnue (1991) (cascades)[55].
- Dans les griffes du Dragon rouge (1991) (cascades)[55].
- Un privé en escarpins (1991) (cascades)[55].
- Point Break (1991) (cascades)[55].
- Fever (1991) (TV) (coordinateur des cascades)[55].
- L'Arme parfaite (1991) (cascades)[55].
- Highlander, le retour (1991) (cascades)[55].
- Un flic à la maternelle (1990) (cascades)[55].
- Captain America (1990) (cascades)[55].
- La Relève (1990) (cascades)[55].
- Le Grand Tremblement de terre de Los Angeles (1990) (TV) (coordinateur des cascades)[55].
- Désigné pour mourir (1990) (cascades)[55].
- Bienvenue au Paradis (1990) (cascades)[55].
- Papa est un fantôme (1990) (cascades)[55].
- L'Enfer bleu (1990) (cascades)[55].
- Angel Town (1990) (coordinateur des cascades)[55].
- Tremors (1990) (cascades)[55].
- Why Me? Un plan d'enfer (1990) (cascades)[55].
- Vietnam, Texas (1990) (cascades)[55].
- Tango et Cash (1989) (cascades)[55].
- Road House (1989) (cascades) (sous le nom de Jeffrey Imada)[55].
- Hyper Space (1989) (coordinateur des cascades)[55].
- L'Excellente Aventure de Bill et Ted (1989) (cascades) (sous le nom de Jeffrey Imada)[55].
- Mais qui est Harry Crumb ? (1989) (cascades)[55].
- Kinjite, sujets tabous (1989) (cascades)[55].
- Skate Rider (1989) (cascades)[55].
- One Man Force (1989) (cascades)[55].
- Invasion Los Angeles (1988) (coordinateur des cascades)[1].
- La Dernière Cible (1988) (cascades)[55].
- Presidio : Base militaire, San Francisco (1988) (stunts)[55].
- Prince des ténèbres (1987) (coordinateur des cascades)[57].
- La Belle et la Bête (1987) (TV) (cascades).
- Steele Justice (1987) (cascades)[55].
- L'Arme fatale (1987) (cascades)[55].
- Golden Child : L'Enfant sacré du Tibet (1986) (cascades)[55].
- Les Aventures de Jack Burton dans les griffes du Mandarin (1986) (sous le pseudonyme de Needles) (cascades)[58].
- Police Academy 3 (1986) (cascades)[55].
- Gung Ho, du saké dans le moteur (1986) (cascades)[55].
- Hollywood Vice Squad (1986) (cascades)[55].
- House (1986) (cascades)[55].
- Pee-wee's Big Adventure (1985) (cascades)[55].
- Rambo 2 : La Mission (1985) (cascades) (as Jeffrey Imada)[55].
- Portés disparus 2 (1985) (cascades)[55].
- Dreamscape (1984)[55].
- Retour vers l'enfer (1983) (cascades)[55].
- À bout de souffle, made in USA (1983) (cascades)[55].
- Tygra, la glace et le feu (1983) (cascades)[55].
- Tonnerre de feu (1983) (cascades)[55].
- L'Agence tous risques (1983) TV series (cascades)[55].
- Matt Houston (1982) TV series (cascades)[55].
- Blade Runner (1982) (cascades)[59].
- Nice Dreams (1981) (sommelier)[60].